# Arés (Percy Jackson)
Arés je jednou z postav literárního díla Ricka Riordana Percy Jackson a Olympané. Ares je synem Dia a Héry. Jeho prarodiči pak jsou Kronos a Rheia. Arés má také velké množství sourozenců, mezi které patří Athéna a většina dalších řeckých bohů.
Arés je po Kronovi snad Percyho největším soupeřem, ve vidině války pomohl Lukeovi dostat blesk k Percymu. Je otcem Clarisse. Jeho věk v knize není přesně uveden, ale jako bůh války je popisován „tak starý jako samotná válka“. Podobné je to i s jeho bydlištěm, které je podle knihy „na jakémkoli bitevním poli“.
Mezi jeho zájmy patří především bojová technika a zbraně. Také má vztah s bohyní lásky Afroditou. 

## Vzhled
Arés je popisován jako velký svalnatý muž se zlomyslným úšklebkem. Obvykle nosí černé džíny, neprůstřelnou vestu, červené sluneční brýle a vysoké černé boty. Jeho oči jsou naplněné plameny. Má hezké, ale kruté rysy a přitahuje vztek a zlobu. Jezdí na motorce, která se mění ve válečný vůz.